# Талвизлакши
Талвизлакши — озеро на территории Ребольского сельского поселения Муезерского района Республики Карелия.

## Общие сведения
Площадь озера — 2,8 км², площадь водосборного бассейна — 12 км². Располагается на высоте 174,2 метров над уровнем моря.
Форма озера лопастная, немного вытянутая с севера на юг. Берега изрезанные, каменисто-песчаные.
Через озеро протекает река Колвас, вытекающая из озера Колвас, протекающая озёра Ченус, Руогосельга (с притоком, вытекающим из озера Талвизъярви), Лавансельга, имеющая приток из озера Струналампи и впадающая в Лексозеро, откуда через реки Сулу и Лендерку воды в итоге попадают в Балтийское море.
В озере расположены семь безымянных островов различной площади.
С восточной стороны озера проходит дорога местного значения 86К-176 («Тикша — Реболы»).
Код объекта в государственном водном реестре — 01050000111102000010267.